# 앨런 프레스턴
앨런 허버트 프레스턴(Alan Herbert Preston, 1932년 10월 29일 ~ 2004년 9월 2일)은 뉴질랜드의 과거 축구 선수 겸 전 크리켓 선수로 웰링턴에서 38번, 북섬에서 2번의 퍼스트 클래치 매치 치렀었다.